# Whittlesford
Whittlesford – wieś w Anglii, w hrabstwie Cambridgeshire, w dystrykcie South Cambridgeshire. Leży 11 km na południe od miasta Cambridge i 70 km na północ od Londynu.